# Les Cahiers d'histoire (Université de Montréal)
Les Cahiers d'histoire est une revue d'histoire à caractère scientifique publiée depuis 1981 par le département d'histoire de l'Université de Montréal. Comme le département, la revue est à vocation historiographique généraliste, avec un certain penchant canadianiste cependant.

## Édition
Les Cahiers sont édités de manière irrégulière, cependant le modèle tend vers une publication bisannuelle. Certaines années, les Cahiers d'histoire ont publié les actes du colloque tenu annuellement par l'Association des étudiants des cycles supérieurs d'histoire. Pour les numéros avec articles scientifiques, la direction est offerte à un professeur du département qui se charge du choix et de la correction des articles avant publication selon son domaine privilégié d'expertise historiographique. Les Cahiers ont donc une thématique propre à chaque numéro mais, certains articles peuvent s'y trouver hors thématique.
Depuis 1981, la revue a publié 31 volumes dont le dernier numéro publié en date de février 2012 est le 31-1.